# 안데스 공동체

안데스 공동체의 기

안데스 공동체(스페인어: Comunidad Andina, 코무니다드 안디나, CAN)는 1969년 카르타헤나 협정을 바탕으로 창설된 남아메리카 4개국(콜롬비아, 에콰도르, 볼리비아, 페루)의 경제 협력체로, 본부는 페루 리마에 있다. 1996년까지의 명칭은 안데스 협정(스페인어: Pacto Andino) 또는 안데스 그룹(스페인어: Grupo Andino)이었다.
2005년 기준으로 회원국 4개국의 총 인구는 9,800만명, 면적은 4,700,000km2이며, 국내 총생산 총액은 7,453억 달러이다.

## 회원국

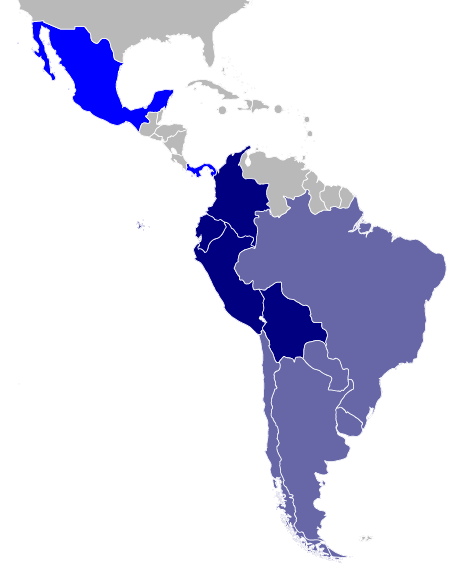
안데스 공동체의 회원국
현재 회원국
준회원국
옵서버 회원국

### 현재 회원국
- 콜롬비아 (1969년)
- 에콰도르 (1969년)
- 볼리비아 (1969년)
- 페루 (1969년)

### 준회원국
- 브라질 (2005년)
- 아르헨티나 (2005년)
- 파라과이 (2005년)
- 우루과이 (2005년)
- 칠레 (2006년)

### 옵서버 회원국
- 스페인
- 모로코

### 이전 회원국
- 베네수엘라 (1973년 가입, 2006년 탈퇴)
- 칠레 (회원국 1969년 ~ 1976년, 옵서버 회원국 1976년 ~ 2006년, 준회원국 2006년 ~ 현재)

## 같이 보기
- 메르코수르
- 남아메리카 국가 연합